# Leptapoderus
Leptapoderus es un género de coleóptero de la familia Attelabidae.

## Especies
Las especies de este género son:
- Leptapoderus bimaculatus
- Leptapoderus castelnauae
- Leptapoderus corallinus
- Leptapoderus frater
- Leptapoderus ganlanbebsis
- Leptapoderus hymalayensis
- Leptapoderus kalawensis
- Leptapoderus kansuensis
- Leptapoderus nigricans
- Leptapoderus nigroapicatus
- Leptapoderus omeishanicus
- Leptapoderus pseudocrucifer
- Leptapoderus rubidus
- Leptapoderus sejugatus
- Leptapoderus siaomonianensis
- Leptapoderus tayhoensis
- Leptapoderus thibetanus
- Leptapoderus tianmuensis
- Leptapoderus vossi
- Leptapoderus yunlingensis
- Leptapoderus affinis
- Leptapoderus pectoralis
- Leptapoderus rufus
- Leptapoderus elevatus
- Leptapoderus submaculatus
- Leptapoderus basalis
- Leptapoderus basipallens
- Leptapoderus kalimantanensis
- Leptapoderus carbonicolor
- Leptapoderus praecellens
- Leptapoderus proprius
- Leptapoderus signatus
- Leptapoderus tamdaoensis
- Leptapoderus atronitidus
- Leptapoderus atrovittatus
- Leptapoderus balteatus
- Leptapoderus bistrimaculatus
- Leptapoderus discalis
- Leptapoderus donckieri
- Leptapoderus dubatolovi
- Leptapoderus friedrichi
- Leptapoderus helferi
- Leptapoderus inbalteatus
- Leptapoderus lameyi
- Leptapoderus luteobilineatus
- Leptapoderus luteoplicatus
- Leptapoderus nigroflavus
- Leptapoderus pallidulus
- Leptapoderus proximus
- Leptapoderus simulans
- Leptapoderus sinicus
- Leptapoderus spadiceus
- Leptapoderus subcinctus
- Leptapoderus subfasciatus
- Leptapoderus thoracicus
- Leptapoderus unicolor
- Leptapoderus bintamensis
- Leptapoderus semirufus
- Leptapoderus subdimidiatus
- Leptapoderus collaris
- Leptapoderus rufobasalis